# São Domingos (Guinea-Bissau)
São Domingos è un settore della Guinea-Bissau facente parte della regione di Cacheu.